# Mac Thornberry
William McClellan "Mac" Thornberry, född 15 juli 1958 i Clarendon, Texas, är en amerikansk republikansk politiker. Han representerade delstaten Texas 13:e distrikt med stora delar av Texas Panhandle i USA:s representanthus 1995–2021.
Thornberry gick i skola i Clarendon High School i Clarendon. Han avlade 1980 grundexamen vid Texas Tech University och 1983 juristexamen vid University of Texas at Austin. Han var medarbetare åt kongressledamoten Tom Loeffler 1983-1985 och sedan åt kongressledamoten Larry Combest 1985-1988.
Thornberry besegrade sittande kongressledamoten Bill Sarpalius i kongressvalet 1994. Han efterträdde Sarpalius i representanthuset i januari 1995.
I september 2019 meddelade Thornberry att han inte skulle kandidera till omval år 2020.